# Andreas Nilsen
Andreas Nilsen (* 10. August 1980 in Trondheim) ist ein ehemaliger norwegischer Skirennläufer.

## Biografie
Andreas Nilsen begann seine Karriere bei Freidig Alpin. Er war auf die Disziplinen Riesenslalom und Slalom spezialisiert. Am 16. Dezember 2002 feierte er sein Debüt im Weltcup, wo er seine besten Ergebnisse in der Saison 2003/04 mit einem 84. Platz in der Gesamtwertung und einem 35. Platz in der Slalomwertung sowie in der Saison 2004/05 mit einem 41. Platz in der Riesenslalomwertung erzielte. Bei den Weltmeisterschaften von Bormio 2005 startete er im Riesenslalom, wo er im ersten Durchgang ausschied. Nilsen ist seit 2008 nicht mehr aktiv.

## Erfolge

### Weltcupwertungen
| Saison  | Gesamt | Gesamt | Riesenslalom | Riesenslalom | Slalom | Slalom |
| Saison  | Platz  | Punkte | Platz        | Punkte       | Platz  | Punkte |
| ------- | ------ | ------ | ------------ | ------------ | ------ | ------ |
| 2002/03 | 104.   | 29     | 48.          | 15           | 44.    | 14     |
| 2003/04 | 84.    | 57     | 50.          | 7            | 35.    | 50     |
| 2004/05 | 103.   | 30     | 41.          | 26           | 59.    | 4      |
| 2005/06 | 130.   | 9      |              |              | 58.    | 9      |

### Weitere Erfolge
- 4 Podestplätze bei Europacups
- 41 Podestplätze, davon 19 Siege bei FIS-Rennen
- 1 Podestplatz, davon 1 Sieg bei Junioren-Rennen
- 8 Podestplätze, davon 2 Siege bei Norwegischen Meisterschaften
- 3 Podestplätze, davon 1 Sieg bei Norwegischen Juniorenmeisterschaften